# Danny Nightingale
Danny Nightingale   (Redruth, 21 de maig de 1954) és un pentatleta anglès, ja retirat, que va competir durant la dècada de 1970.
El 1976 va prendre part en els Jocs Olímpics d'Estiu de Montreal, on disputà dues proves del programa de pentatló modern. Junt a Jim Fox i Adrian Parker guanyà la medalla d'or en la competició per equips, mentre en la competició individual fou desè. Quatre anys més tard, als Jocs de Moscou, tornà a disputar dues proves del programa de pentatló modern. En la competició per equips fou vuitè i en la individual quinzè.
En el seu palmarès també destaca el campionat britànic de 1976, 1977 i 1978.